# هنريكي (لاعب كرة قدم مواليد 1994)
هنريكي (بالبرتغالية: Henrique Silva Milagres) هو لاعب كرة قدم برازيلي في مركز الدفاع، ولد في 25 أبريل 1994 في ريو دي جانيرو في البرازيل. لعب مع أولمبيك ليون ونادي فاسكو دا غاما.

## وصلات خارجية
- هنريكي (لاعب كرة قدم مواليد 1994) على موقع الاتحاد الأوربي (الإنجليزية)
- هنريكي (لاعب كرة قدم مواليد 1994) على موقع إي إس بي إن إف سي (الإنجليزية)
- هنريكي (لاعب كرة قدم مواليد 1994) على موقع قاعدة بيانات كرة القدم.إي يو (الإنجليزية)
- هنريكي (لاعب كرة قدم مواليد 1994) على موقع ليكيب (الفرنسية)
- هنريكي (لاعب كرة قدم مواليد 1994) على موقع Soccerway.com (الإنجليزية)
- هنريكي (لاعب كرة قدم مواليد 1994) على موقع AS.com (الإسبانية)